# Antoine Rossignol
Antoine Rossignol des Roches (ur. 1600 w Albi, zm. w grudniu 1682 w Juvisy) – francuski kryptolog.

## Życiorys
W młodości, w czasie studiów matematycznych, zainteresował się szyframi. Jego kariera zaczęła się w kwietniu 1628 roku, kiedy francuska armia królewska pod dowództwem Henryka Burbona, księcia de Condé, oblegała zajętą przez Hugenotów twierdzę Réalmont. Przy zatrzymanym mieszkańcu miasta znaleziono zaszyfrowaną wiadomość, którą próbował on przenieść do sił hugenockich za pierścieniem oblegających wojsk. Nikt nie umiał odczytać dokumentu, ale do księcia Henryka dotarła wiadomość, że w pobliskim Albi mieszka młody matematyk znany z zamiłowania do szyfrów. Wezwano Rossignola, który rzeczywiście w ciągu kilku godzin złamał szyfr. List zawierał informację, że miasto nie jest przygotowane do długiej obrony i czeka na odsiecz. Książę de Condé odesłał obrońcom list i jego odczytaną treść. Réalmont poddało się bez walki.
Kiedy wiadomość o tym wydarzeniu dotarła do kardynała Richelieu, pierwszego ministra króla Francji Ludwika XIII, sprowadził on Rossignola na dwór królewski. Bardzo szybko, w ten sam sposób jak w przypadku Réalmont, czyli rozszyfrowując przechwycone listy obrońców, przyczynił się on do kapitulacji twierdzy La Rochelle. Od tej pory, aż do śmierci w 1682 roku,  Antoine Rossignol był głównym kryptologiem królów francuskich (po śmierci Ludwika XIII kontynuował służbę na dworze jego syna – Ludwika XIV). Co więcej, zapoczątkował „dynastię” kryptologów, bo po nim stanowisko przejął syn – Bonaventure Rossignol, a po nim z kolei jego syn – Antoine-Bonaventure Rossignol.

## „Naczelny Kryptolog Francji”
Antoine Rossignol zajmował się nie tylko łamaniem szyfrów innych państw i dostarczaniem informacji królom francuskim. Tworzył również szyfry dla królewskiej kancelarii, opiniował szyfry proponowane przez innych, a przede wszystkim zapoczątkował działania nigdy wcześniej nie praktykowane – francuscy kryptolodzy próbowali łamać własne szyfry. Pozwalało to wykrywać i usuwać ich słabe strony, zanim zrobią to kryptoanalitycy przeciwnika. W XVII wieku głównym rodzajem szyfrów używanych w korespondencji dyplomatycznej były nomenklatory. Rossignol odkrył ich największą słabość i przyczynił się do powstania tzw. podwójnych nomenklatorów.
Rossignolowi przypisuje się autorstwo zasady opisującej zależność skomplikowania szyfru od jego przeznaczenia
. Np. szyfr polowy, używany do przesyłania rozkazów na polu bitwy może być w miarę prosty i mało odporny na próby złamania, bo tajemnica, którą zawiera przestaje być ważna nieraz po paru godzinach, kiedy rozkaz dotrze do jednostki i zostanie wykonany. Ważniejsza jest łatwość utajniania tekstu, bez konieczności posługiwania się książkami szyfrowymi lub tablicami kodowymi. Z kolei szyfry dyplomatyczne, zwłaszcza te, które służą do korespondencji na najwyższych szczeblach władzy, muszą być jak najbardziej zawiłe. Ich złamanie powinno zajmować dziesiątki albo nawet setki lat.

## Wielki Szyfr
Antoine Rossignol wraz z synem stworzył Wielki Szyfr Ludwika XIV – jeden z najsłynniejszych szyfrów w historii. Był to nomenklator złożony z setek grup cyfrowych zastępujących pojedyncze litery, pary liter, sylaby, a nawet całe wyrażenia. Zawierał nawet grupy, których funkcją było usuwanie poprzedzających je lub następujących po nich znaków. Przez cały okres jego stosowania żadnemu kryptoanalitykowi nie udało się go złamać. Po śmierci wnuka Antoine’a – Antoine’a Bonaventure Rossignola Wielki Szyfr wyszedł z użycia. Ponieważ w związku z tym zaginęły też wszystkie tabele służące do szyfrowania/odszyfrowywania tekstów okazało się, że spora część francuskich dokumentów rządowych z przełomu XVII i XVIII wieku jest niemożliwa do odczytania. Wielki Szyfr udało się złamać dopiero w 1893 roku. Dokonał tego inny wielki francuski kryptolog – Étienne Bazeries.